# Боротьба без одягу
Боротьба без одягу — найдавніший різновид спортивної боротьби. У формі змагання (як спорт) практикувалася з доісторичних часів до кінця античності. У сучасному світі практикується, переважно, у розважально-рекреаційній формі, але в окремих різновидах (з використанням різноманітних змагальних мастил) може практикуватися у формі змагань. Щоб відрізняти від пляжної боротьби (регульованої ФІЛА ), сучасні жіночі змагання з боротьби без одягу називаються «боротьбою без бікіні».

## Історія

Стародавня амфора, на якій зображені заняття з боротьби у чоловічій палестрі

Боротьба без одягу практикувалася як до появи одягу, так і після. З появою одягу та розвитком сучасної боротьби як виду спорту, боротьба без одягу практикувалася, оскільки вона унеможливлює зачеплення суперником одягу, а сучасні облягаючі трико з міцних синтетичних тканин ще не були винайдені. Крім того, давній повсякденний одяг був не надто зручним для боротьби та занять спортом взагалі. У Стародавньому Єгипті боротьба без одягу була чоловічим заняттям. У давньогрецький період боротьба без одягу не була якимось винятковим видом спорту, змагання ( αγώνας ) з усіх інших видів спорту теж практикувалися без одягу. Боротьба без одягу практикувалася як серед чоловіків, так і серед жінок, причому серед дорослих, так і серед дітей. Відомо, що у Спарті існували спеціальні спортивні школи дівчат («нюди-палестра», грец. νυδα παλαίστρα, лат. nuda palæstra), де учениць навчали боротьбі без одягу. Римські автори, які бачили це, стали називати буденне оголення жінкою свого тіла «дорійською модою», а наготу — «дорійським одягом». У грецьких спортивних школах для хлопчиків, юні борці не просто займалися без одягу, — після завершення занять у школі, голими вони шикувалися в колону і в такому вигляді марширували строєм через все місто у свій квартал. У такому ж вигляді хлопчаки-сусіди з одного міського кварталу збиралися з ранку, шикувались і вирушали до спортивної школи на заняття. Ця практика настільки органічно вписувалась у культуру давньогрецького суспільства, що тематика оголеної боротьби знайшла широке відображення у творах античного мистецтва. Вираз «[вийти на бій] голим як борець» у переносному сенсі став означати прояв доблесті.

## Різновиди

### Історичні
В античний період боротьба без одягу нерідко застосовувалася у поєднанні зі змащуванням тіла спортсменів оливковою олією.

### Сучасні

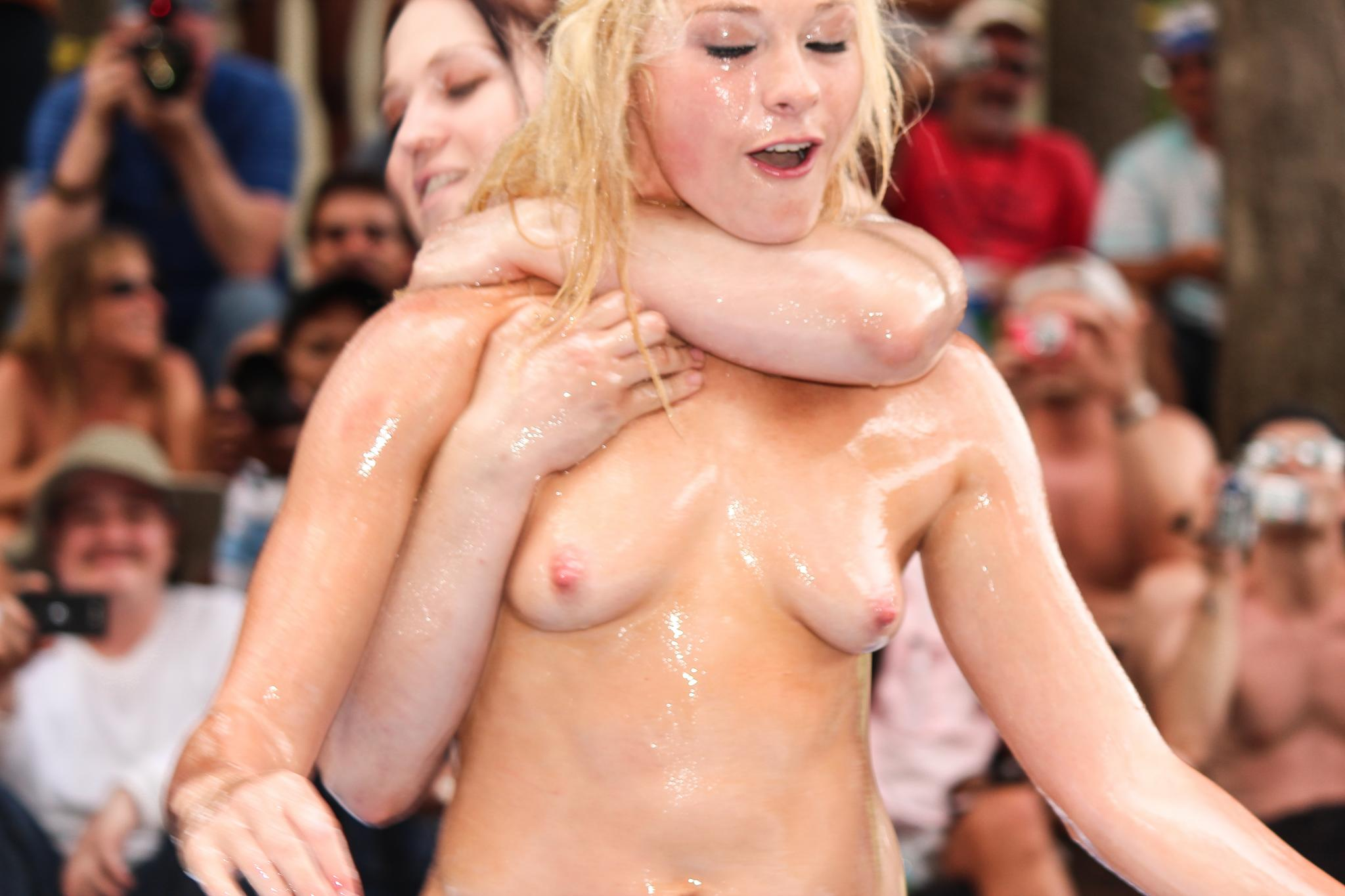
Сучасні жіночі змагання з боротьби без одягу у США

Жіноча боротьба вільного стилю за мірками сучасності є відносним нововведенням (перший чемпіонат світу відбувся у 1987 році) порівняно з жіночою боротьбою без одягу, що практикується у двох різновидах, залежно від типу змагального майданчика:
- у воді, у прозорому басейні,
- у м'якому надувному басейні із застосуванням мастил.

Традиція сучасної жіночої боротьби без одягу практикується на Заході з початку періоду Сексуальної революції, причому передумови до фемінізації боротьби та поступового оголення спортсменок було закладено ще в період Великої депресії. Сучасні різновиди так само застосовуються у поєднанні зі змащуванням тіла спортсменок різними субстанціями, наприклад, з використанням олії або штучного бруду як змагальний лубриканта. Крім натуральних і штучних масел, гелів і, як мастил застосовуються екзотичні їстівні субстанції: різні густі сиропи (фруктові, плодово-ягідні та шоколадні), желеподібні концентрати, а також інші в'язкі субстанції, включаючи морозиво, томатний соус і т.д.

## Регулюючі органи
Боротьба без одягу не регулюється Міжнародною федерацією об'єднаних стилів боротьби (ФІЛА), у окремих країнах світу існують свої власні регулюючі організації.